# Tro, hug og kærlighed
Tro, hug & kærlighed er det andet studiealbum af det danske rockband Hugorm. Det udkom 14. oktober 2022 hos Warner Music Denmark.
Albummet blev annonceret i musikmagasinet Gaffa i april 2022, hvor sløret også blev løftet for en større Danmarksturné med nyt materiale.
Første singleudspil "Himmeljuice" udkom 27. maj 2022, og inden albummets udgivelse i oktober udkom også singlerne "Flyt dig lige" og "Fuglene". "Fuglene" blev oprindeligt skrevet som en sang til Danmark i forbindelse med DR1-programmet Min sang til Danmark, som blev vist i august 2022.
"Ihjel II" er en ny version af sangen "Ihjel" som oprindeligt udkom på Simon Kvamms soloalbum, Vandmand (2017).

## Spor
- Alle tekster er skrevet af Simon Kvamm. "Forbryder", "Er du der" og "Vi ses" indeholder uddrag af digte af Iben Krogsdal.

1. "Forbryder" – 3:35
2. "Flyt dig lige" – 3:13
3. "Himmeljuice" – 3:12
4. "Fuglene" – 3:23
5. "Omvender" – 4:09
6. "De voksne sprækker" – 3:28
7. "Er du der" – 3:13
8. "Ihjel II" – 3:14
9. "Vi ses" – 2:52

Noter
- "Fuglene" er fremgår som "fUGLENE", og "Ihjel II" fremgår som "IHjEL II".

## Hitliste
| Hitliste (2022)        | Højeste placering |
| ---------------------- | ----------------- |
| Danmark (Album Top-40) | 3                 |